# 亦不剌
亦不剌（“易卜拉欣”，維吾爾語：ئىبراھىم‎，1450年代—1533年），又作亦不剌因、亦孛来、伊巴哩、义巴来、倚巴、尾白儿，15、16世纪蒙古右翼永谢布部领主，出身蒙古西部乜克力部（按《蒙古黄金史》是畏兀儿近族）。按《中亚蒙兀儿史》，他是瓦剌也先的孙子、阿玛桑赤（兀麻舍）的儿子，母亲是歪思汗的妹妹马黑秃木·哈尼木，另一说是脱懽太师之孙，也先的弟弟大同王之子。
1470年，跟随乜克力部癿加思兰入据河套，成为永谢布部领主。癿加思兰、亦思马勒被翦除后，他成为达延汗的太师，控制蒙古右翼三万户。他反对达延汗统一蒙古，杀死达延汗次子、新赴任的济农乌鲁斯博罗特。1510年，达延汗征伐，在达兰特哩衮（今内蒙古鄂托克旗达拉图鲁或大青山）决战。亦不剌兵败，逃到青海，攻掠藏族。和明军也经常发生冲突。达延汗去世后，他和博迪汗修好。1533年，被吉囊、俺答兄弟击败，逃到哈密，被当地人所杀。